# Adolf Hildebrand (Lehrer)
Adolf Hildebrand (* 17. Mai 1835 in Magdeburg; † 22. Juni 1895 in Hildesheim) war ein deutscher Fachlehrer für Landwirtschaft und erfolgreicher Lehrbuchautor. 

## Leben und Wirken
Adolf Hildebrand besuchte das Gymnasium eines Klosters in Magdeburg, absolvierte eine praktische Lehrzeit in der Landwirtschaft und studierte ab 1851 am Landwirtschaftlichen Institut in Berlin. Von 1871 bis 1894 war er als Fachlehrer für Landwirtschaft an der Landwirtschaftsschule (Michelsenschule) in Hildesheim tätig. 
Überregional bekannt wurde Hildebrand als Autor  landwirtschaftlicher Hand- und Lehrbücher. 1882 erschien sein Lehrbuch der landwirthschaftlichen Tierproduktion, 1889 sein Handbuch des landwirthschaftlichen Pflanzenbaues und 1891 sein später noch zweimal aufgelegter Grundriß des allgemeinen Acker- und Pflanzenbaues. Außerdem schrieb Hildebrand für praxisorientierte Zeitschriften kleinere Beiträge über alle Bereiche der Landwirtschaft. Hervorzuheben ist seine  in Fortsetzungen publizierte agrarhistorische Abhandlung Friedrich der Große als Landwirth, die 1875 im „Hannoverschen Land- und Forstwirthschaftlichen Vereinsblatt“ und im gleichen Jahr auch als eigenständiger Separat-Abdruck erschienen ist.

## Hauptwerke
- Lehrbuch der landwirthschaftlichen Tierproduktion. Ein Leitfaden für den Unterricht an Land- und Landwirtschaftsschulen und zum Selbstunterrichte. Verlag Lax, Hildesheim 1882.
- Handbuch des Landwirthschaftlichen Pflanzenbaues. Aus der Praxis für die Praxis bearbeitet. Verlag Paul Parey, Berlin 1889.
- Grundriß des allgemeinen Acker- und Pflanzenbaues, nebst Anhang: Wiesenbau. Zum Gebrauch an landwirthschaftlichen Unterrichtsanstalten, sowie zum Selbstunterricht Verlag H. Voigt Leipzig 1891; 2. Aufl. ebd. 1895; 3. Aufl. herausgegeben von Karl Perseke unter dem Titel Allgemeine Ackerbaulehre für landwirtschaftliche Lehranstalten, ebd. 1907.
- Friedrich der Große als Landwirth. In: Hannoversches Land- und Forstwirthschaftliches Vereinsblatt Jg. 14, 1875, S. 125–127, 131–132, 141–142, 166–167, 172–174, 180–181, 189–191. – Zugl. als Separat-Abdruck (ohne Verlags- u. Ortsangabe) 1875.